# Африканский крошечный зимородок
Африканский крошечный зимородок, или кро́шечный лесно́й зиморо́док (лат. Ispidina picta) — вид птиц семейства зимородковых. Выделяют три подвида.

## Описание
Африканский крошечный зимородок достигает длины 11 см. Тело коричневатого, а крылья яркого тёмно-синего цвета. Хвост и верхняя сторона головы также синие. Щёки светлые розовато-фиолетовые, эта окраска тянется вплоть до затылка. Между щекой и затылком находится маленькое белое пятно, горло также белое. Длинный, прямой клюв и ноги ярко светло-красные. Птица достигает длины примерно 11 см.
От малахитового зимородка его отличает окраска щёк и размеры синего оперения по бокам головы: У малахитового зимородка синее оперение тянется до глаз, в то время как у крошечного лесного зимородка оно отделено от глаз коричневатой полосой.
Оперение молодых особей приблизительное такое же, как оперение взрослых птиц, только беднее. Клюв короче, серо-чёрный.
Призывный крик — высокое «тси-тси» и пискливое щебетание.

## Распространение
Африканский крошечный зимородок встречается исключительно в Африке, на высоте до 1 500 м, редко до 2 000 м над уровнем моря. Область распространения простирается от южной границы Сахары до Южной Африки за исключением сухого юго-запада и Африканского Рога.
Обитает в лесах, чащах и лугах, при наличии там кустов и деревьев. Птица встречается также далеко от водоёмов, так как её питание состоит из насекомых и она таким образом не привязана к воде, как многие другие рыбоядные виды зимородков.

## Подвиды
Встречающийся в южной области распространения подвид I. p. natalensis отличается от номинативной формы следующими признаками: оперение брюха бледнее, а над белым пятном на щеке находится следующее синее пятно.
Области гнездования расположены в центральной и южной Танзании, по прошествии периода инкубации с сентября по апрель птица мигрирует на север в прибрежные леса и чащи Кении.